# ヘッペンハイム
ヘッペンハイム (ドイツ語: Heppenheim, ドイツ語発音: [ˈhɛpn̩ha‿im]) は、ドイツ連邦共和国ヘッセン州ベルクシュトラーセ郡の都市で郡庁所在地である。この都市はオーデンヴァルトの辺縁部に位置する。

## 地理

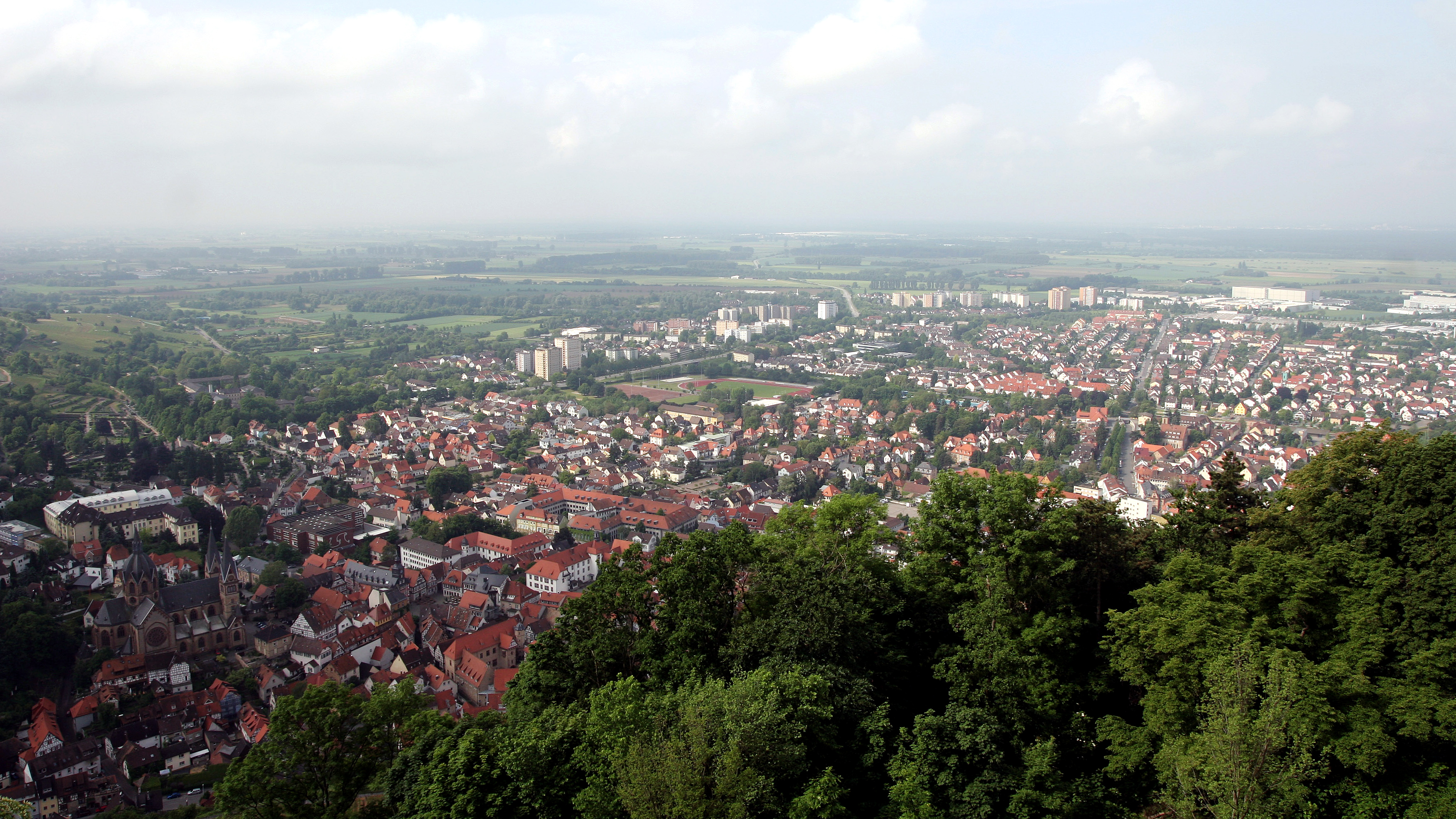
シュタルケンブルクから見下ろしたヘッペンハイムの街

ヘッペンハイムはヘッセン州の郡庁所在都市の内で最も南に位置し、バーデン＝ヴュルテンベルク州と直接境を接している。市域は、中世の城砦シュタルケンブルク城の麓のなだらかなブドウ山沿いに広がる。街の外観は、城の他、聖ペーター教会によって特徴づけられる。1904年8月1日に完成したこのカトリック教会は、司教座になったことはないが、一般の人々からは「ベルクシュトラーセの聖堂と呼ばれる」。ヘッペンハイムは連邦道B3号線、B460号線、アウトバーンA5号線/A67沿いの中央に位置し、ハイデルベルク（約35 km）からダルムシュタット（約29 km）までの道程のほぼ中間に当たる。
この都市の公式な名称は「ヘッペンハイム・アン・デア・ベルクシュトラーセ」である。地元の南ヘッセン方言では、Hepprum（ヘップルム）と呼ばれることもある。
「ベルクシュトラーセ」は、ダルムシュタットからハイデルベルクに至るオーデンヴァルトの西端、言い換えればライン盆地の東端を通っていた街道（現在の連邦道B3号線にあたる）で、同時にこの周辺地域の名称でもある。極めて穏やかで日当たりの良い季候のため、大変に速く木々が花を付けることが特徴である。
オーバー＝ラウデンバッハ区は、ヘッセンの中でもとりわけ奇妙な州の境界線を有している。市内に2つバーデン＝ヴュルテンベルク州の飛び地があり、その飛び地の中にさらにヘッセン州の飛び地がある。

### 隣接する市町村
ヘッペンハイムは、北はベンスハイム、北東はラウタータールおよびリンデンフェルス、東はフュルト、リムバッハ、メルレンバッハ、ビルケナウ、南はバーデンのラウデンバッハ（バーデン＝ヴュルテンベルク州ライン＝ネッカー郡）、南西はフィールンハイムとラムペルトハイム、西はロルシュと境を接している。

### 市の構成
ヘッペンハイムはケルンシュタット（中核区）のほか、ウンターヘムバッハ区、オーバーヘムバッハ区、キルシュハウゼン区（イーゲルスバッハ地区を含む）、エアバッハ区、ゾンダーバッハ区、ヴァルト＝エアレンバッハ区、ミッタースハウゼン＝ショイアーベルク区、オーバーラウデンバッハ区からなる。これらはヘッセン州の自治体再編により1972年1月1日にヘッペンハイムに合併した。

## 歴史

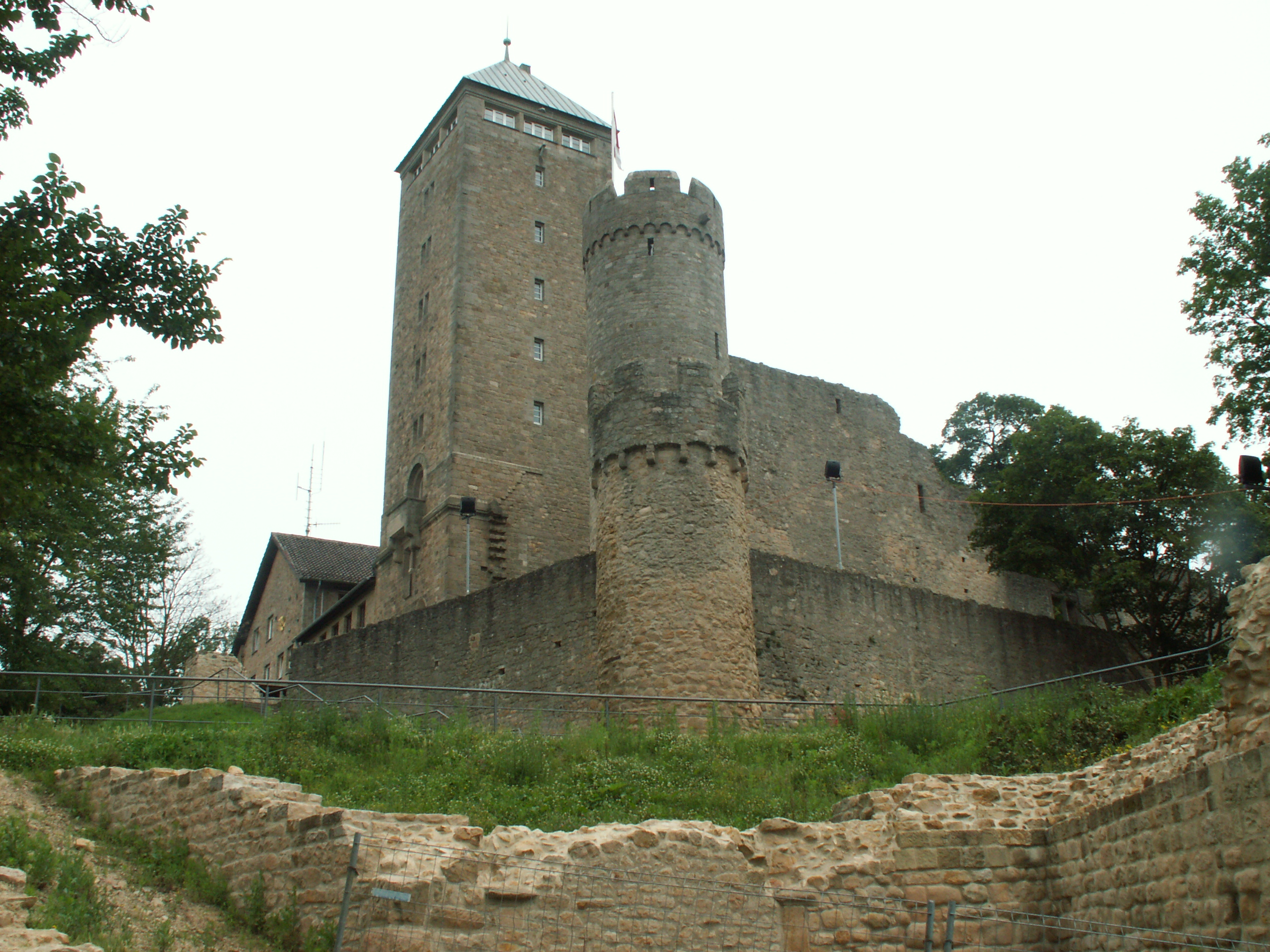
シュタルケンブルク城

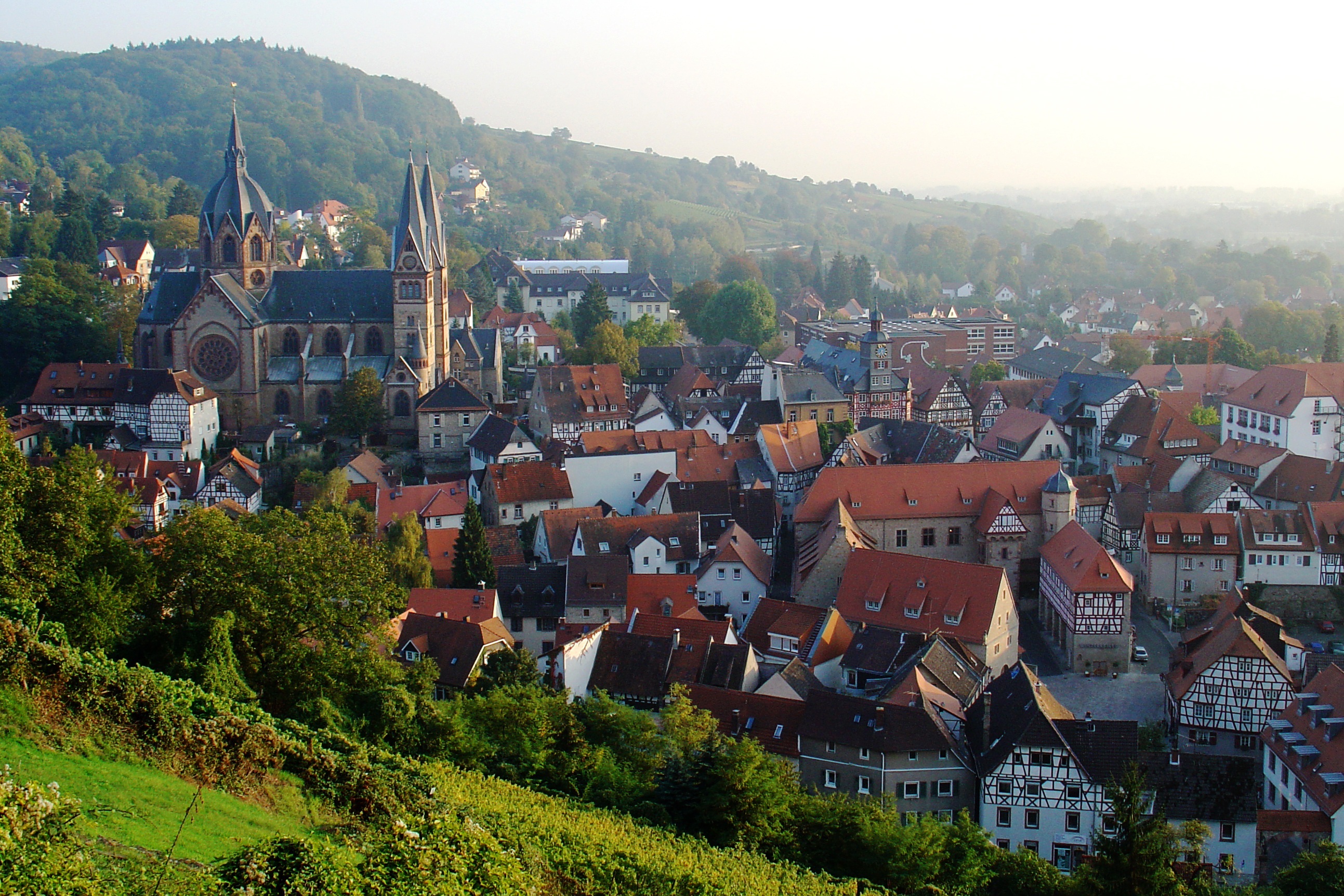
「ベルクシュトラーセの聖堂」と旧市街

ヘッペンハイムは755年に初めて文献上に記録されている。この都市は、当時フランク人支配地域の辺境部の中心地であった。773年にヘッペンハイム辺境地はカール大帝の寄贈によりロルシュ帝国修道院の所領に移された。この所領を防衛するために1065年にヘッペンハイムの高台にシュタルケンブルク城が築かれた。当時、この修道院は諸侯に準じる扱いを受けていた。ヘッペンハイムは時代とともに、修道院領の行政的、経済的な中心地へと発展していったが、11世紀から12世紀にかけて修道院が衰退するにつれ、再びその力を失っていった。1229年に皇帝フリードリヒ2世は、シュタルケンブルクをその支配下に容れ、1232年には、ヘッペンハイムを含むロルシュ修道院もマインツ大司教の統治下に組み込まれた。1461年から1623年までプファルツ選帝侯が質草としてこの都市を支配した期間はあるものの、1803年の帝国代表者会議主要決議までマインツ大司教領にあり、その後ヘッセン領となった（ヘッセン＝ダルムシュタット方伯領、1948年以後はヘッセン州）。
都市権は遅くとも1318年までに確立されており、市場開催権は9世紀前半にはすでに獲得していたと考えられる。1265年（あるいはそれ以前の可能性もある）から1803年まで、ヘッペンハイムはマインツ大司教のアムト（またはオーバーアムト）・シュタルケンブルク（アムトおよびオーバーアムトは当時の地方行政区分）の所在地であった。ヘッセン=ダルムシュタット方伯領になったことでオーバーアムト・シュタルケンブルクは廃止された。ヘッペンハイムはこれ以後アムトの所在地となることはなかったが、1821年にラントラーツベツィルク・ヘッペンハイムの所在地となり、1832年にはヘッペンハイム郡の郡庁所在地となった。1848年から1852年にはレギールングスベツィルク・ヘッペンハイムの本部所在地、1938年からヘッペンハイム郡と旧ベンスハイム郡の大部分を併せたベルクシュトラーセ郡の郡庁所在地となった。第二次世界大戦後には、旧ヴォルムス郡のライン川右岸部分が同郡に組み入れられた。
ヘッペンハイムは1369年と1693年に火災で、ほぼ完全に焼失した。後者はプファルツ継承戦争時で、フランス軍による焼き討ちであった。1945年3月に損傷なくアメリカ軍の進駐をゆるすまで、二回の世界大戦をこの街はわずかな損傷で切り抜けた。
1847年10月10日に、ホテル「ハルバー・モント」に主導的なリベラリストが集まった「ヘッペンハイム集会」は、1848年から49年のドイツ革命の幕開けであった。こうした歴史的な背景を踏まえて、FDPは1948年12月1日にヘッペンハイムで旗揚げされた。
ヘッペンハイムには、中世からすでにユダヤ人が暮らしていた。1232年から1803年までマインツ大司教領に属したこの都市では、教会によるユダヤ人迫害運動が繰り返し行われた。1348年から1349年のペスト禍に端を発したユダヤ人迫害によって、この街に住むユダヤ人はいなくなった。新しいコミュニティの成立は17世紀であった。1900年頃には約40家族、およそ200人から300人がこの都市に住んでいた。その後、他の都市への移住があり、1933年には113人にまで減少した。この街の最も有名なユダヤ人は、フランクフルト大学の宗教学の名誉教授で、シオニストのマルティン・ブーバーである。彼は1938年2月に移住を強いられ、家族とともにイェルサレムに亡命した。1938年11月のユダヤ人排斥運動で彼の家は略奪に遭い、図書室に収蔵されていた3,000冊の書物が失われた。1939年5月の時点で、この街には37人のユダヤ人が住んでいた。1942年9月にヘッペンハイムの最後のユダヤ人が強制国外追放になった。かつてシナゴーグがあった場所には1938年に破壊されたシナゴーグのスケッチが描かれた記念の石板が設置されており、「ここには、1900年に建設され、1938年に破壊されたシナゴーグが建っていた」と書かれている。またこれに添えられた碑には「殺害された者への追悼」として、かつてヘッペンハイムに住んでいた29人のユダヤ人の名前が記されている。ヘッペンハイムの精神病医学施設は国会社会主義の「安楽死」犯罪に荷担した。この施設はユダヤ人精神病者の「集合施設」と呼ばれ、ガス室へ至る道程の途中駅と化していた。この施設から患者たちは、殺害施設や強制収容所へと送られていったのである（こうした施設は、アイヒベルク、ヴァイルミュンスター、ハーボルン、カルメンホーフ、マールブルク、メルクスハウゼン、ハイナ、ヘッペンハイム、ギーセン、ゴッデーラウにあった）。
ヘッペンハイムには、1942年5月28日からダッハウ強制収容所およびナッツヴァイラー強制収容所の外部施設が設けられた。この施設は1942年12月18日に閉鎖されたが、1943年7月15日には新しくヘッペンハイム外郭収容所が設けられた。この施設が最終的に閉鎖されたのはアメリカ軍が占領した1945年3月27日であった。拘束されていた人々は、SSが造ったドイツ栄養・食糧研究所の仕事に携わっていた。
2004年6月18日から27日まで、ヘッセン会議（場所を替えて毎年開催）のホスト都市となった。

### 人口推移
| 年   | 人口   |
| ---- | ------ |
| 1666 | 1,066  |
| 1806 | 3,190  |
| 1861 | 4,599  |
| 1900 | 5,779  |
| 1925 | 7,693  |
| 1939 | 9,350  |
| 1950 | 13,111 |
| 1971 | 17,411 |
| 1975 | 23,793 |
| 2003 | 25,457 |
| 2011 | 24,895 |
| 2015 | 25,284 |

1971年から1975年の間の急速な人口増加は、1972年の市町村再編の一環でなされた合併によるものである。

## 行政

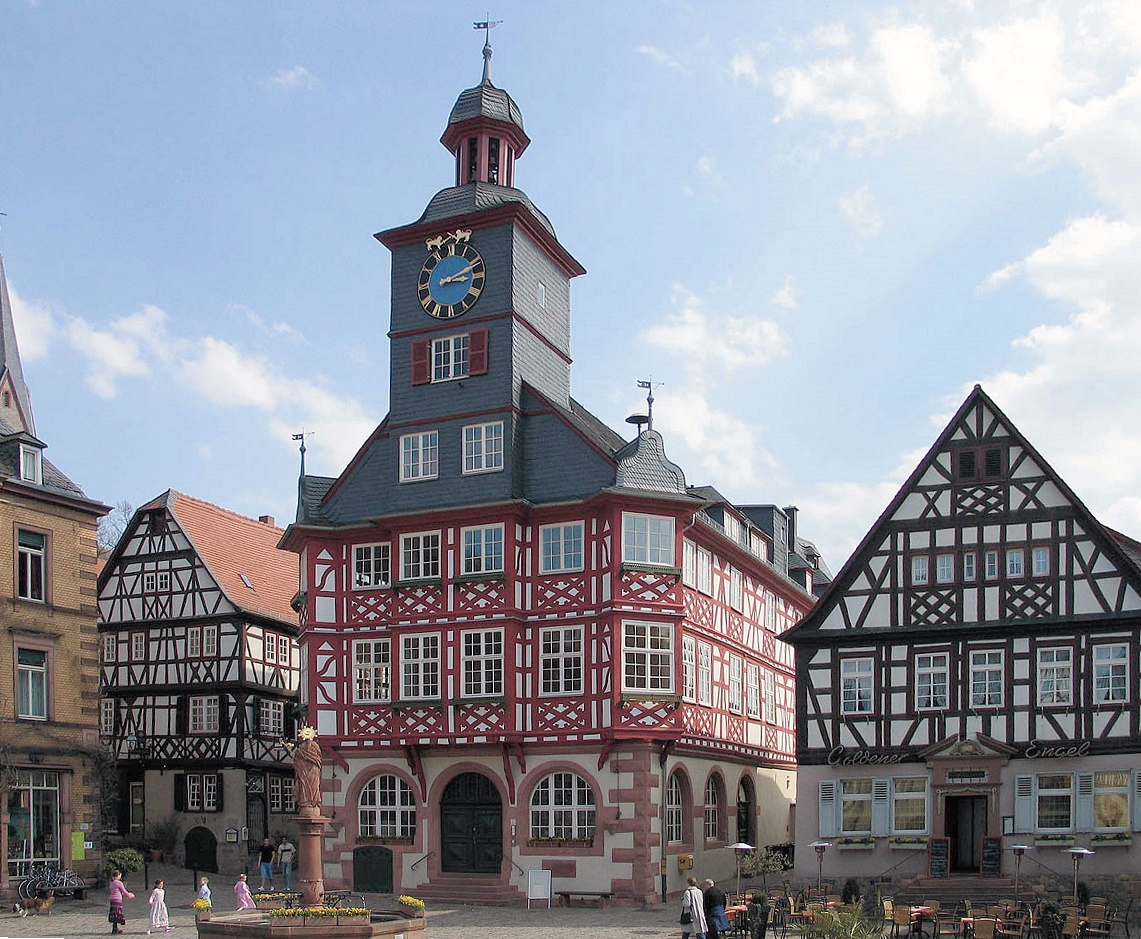
ヘッペンハイム市庁舎

自由民主党は、1948年にヘッペンハイムで結党された。

### 市議会
ヘッペンハイムの市議会は37議席からなる。

### 市長
2011年4月10日の決選投票で、ライナー・ブーレルバッハ (CDU) は、当時現職のゲルハルト・ハーバート (SPD) を破って市長に当選した。
1945年以降の市長を列記する。
- 1945年 グスタフ・ケーニヒ (Gustav König)
- 1945年 – 1946年 ヤーコプ・フレック (Jakob Fleck)
- 1946年 – 1948年 カール・ハーゲン (Karl Hagen)
- 1948年 – 1954年 オットー・ホルツァマー (Otto Holzamer)
- 1954年 – 1973年 ヴィルヘルム・メッツェンドルフ (Wilhelm Metzendorf)
- 1973年 – 1987年 ハンス・クンツ (Hans Kunz)
- 1987年 – 2005年 ウルリヒ・オーバーマイア (Ulrich Obermayr)
- 2005年 – 2011年8月30日 ゲールハルト・ヘルベルト (Gerhard Herbert)
- 2011年9月1日 - ライナー・ブーレルバッハ (Rainer Burelbach)

グスタフ・ケーニヒとヤーコプ・フレックは1945年のアメリカ軍進駐後に、一時的な委託を承けて市長に就任した。

### 紋章
紋章は上下二分割、下部はさらに左右に分割されている。上部は青地に、赤 – 銀の縞模様に彩色されたヘッセンの獅子。中央線から半身を出し向かって左に向いている。金の冠を被り、右手で金柄の銀の剣を持っている。下部、向かって左は銀地に赤い先端の尖ったロルシュ十字、向かって右は赤地に銀の6本スポークを持つマインツの輪。
1913年8月30日にヘッセン大公エルンスト・ルートヴィヒはヘッペンハイムに対して、歴史的な領主を象徴する（ロルシュは773年から1232年、マインツ選帝侯が1803年まで、それ以後がヘッセン）紋章を授けた。ただしここには1461年から1623年まで担保にされたこの地を治めたプファルツ選帝侯の紋章はない。古い紋章（たとえば、1645年に刊行されたメリアンの版画に描かれたもの）は、マインツ大司教領であることを象徴する司教が描かれていた。

### 友好都市
- カルダーロ・スッラ・ストラーダ・デル・ヴィーノ（イタリア、トレンティーノ＝アルト・アディジェ州）1971年9月18日
- ル・シェネ（フランス、イヴリーヌ県）1975年4月12日
- ウエストベンド（アメリカ、ウィスコンシン州）2004年6月19日

### 協力関係
1956年からブーベンロイト市と共に、ズデーテン地方のルビー（Luby）に対する協力関係を結んでいる。

## 文化と見所

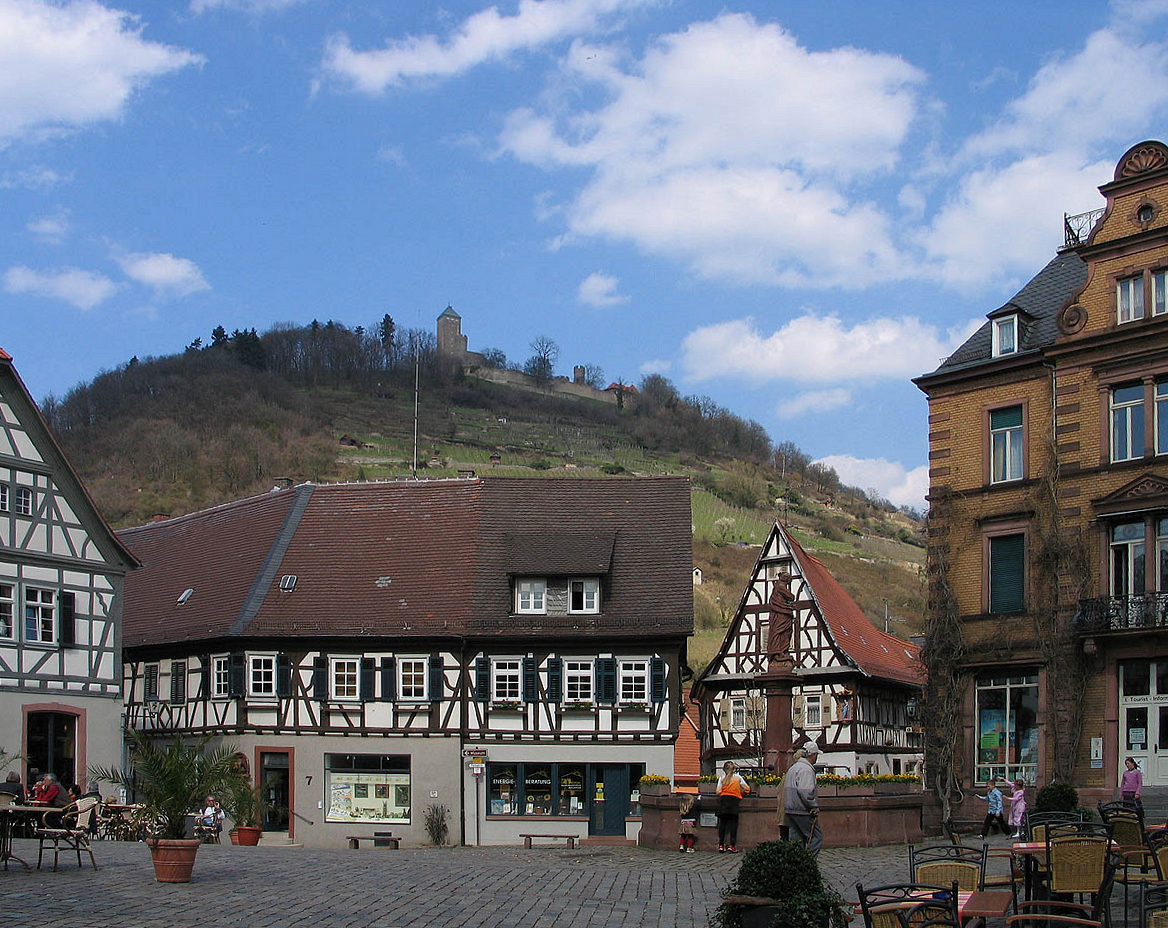
マルクト広場とシュタルケンブルク城

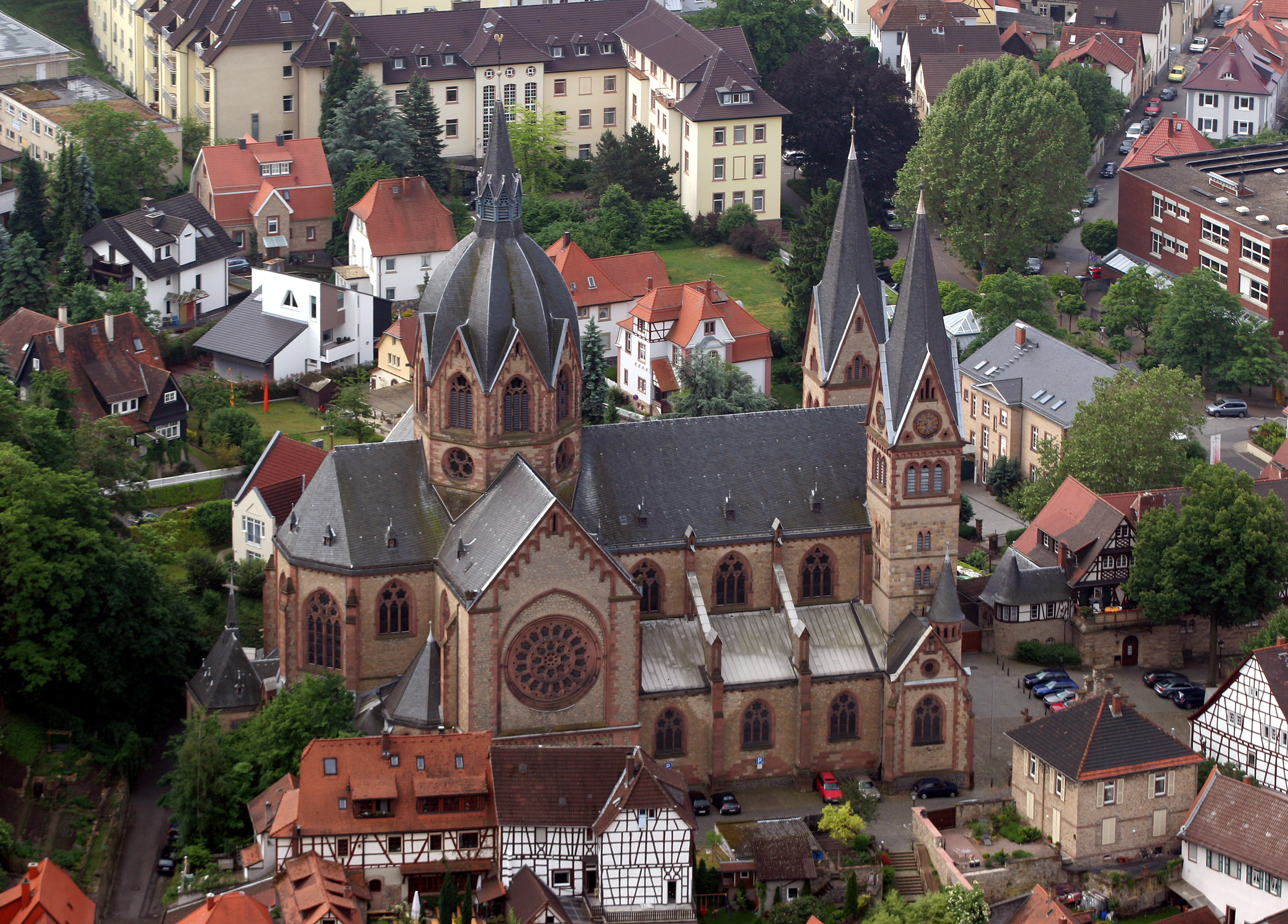
聖ペーター教会

### 見所
ヘッペンハイムには、2008年4月30日時点で408の保護文化財に指定された文化記念物がある。特に見るべきは、以下の通りである。
- 市庁舎、木組み建築群、マリアの泉があるマルクト広場
- 城山上のシュタルケンブルク城
- カトリックの聖ペーター教区教会（『ベルクシュトラーセの聖堂』）
- マインツ選帝侯の行政府
- 1899年にネオゴシック様式で建設された旧発電所
- 1955年に市の創立1200年祭を記念して丸天井が造られた野外劇場

ヘッペンハイムは、よく保存された広さ約6 haの建物が密集した絵のような旧中心街を有している。この範囲に、シュタルケンブルク城を含め、上記の見所すべてが建っている。旧市街は、木組み建築が印象的であるが、これらの建物はプファルツ継承戦争の際、1693年に破壊された後10年以内に再建された中世の遺構である。19世紀前半に大部分が破壊された市壁は断片が遺されているだけである。

### 定期行事
重要な年中行事を列記する。
- ヘッペンハイム演劇祭（7月中下旬から9月上旬）
- ベルクシュトラーセのワイン市（6月末）
- ワイン市国際射撃大会（ワイン市期間中の第2週末）
- 謝肉祭のパレード（謝肉祭期間中の日曜日）
- 16歳までの子供のための休暇活動
- 教会開基祭（8月第1週末）
- 定期的に行われる文化フォーラム

### シュタルケンブルク天文台
シュタルケンブルクの城山にあるアマチュア天文台のシュタルケンブルク天文台は小惑星の研究で広く名前を知られている。

### 博物館と文化施設
- 市の歴史と民俗芸術の博物館
- 音楽学校（コンセルヴァートーリウム）
- ヘッペンハイム市音楽学校（ムジークシューレ）
- ヘッペンハイム演劇祭GmbHの「テアター・イム・ホーフ」
- 郡立市民大学
- ハウス・アム・マイベルク（マインツ司教区の政治・社会教育機関）

### クラブ活動
- FCシュタルケンブルギア1900e.V. ヘッペンハイム: ドイツで最も古いサッカー・クラブの一つで、ドイツサッカー連盟発足の年に設立された。
- FCシュポルトフロインデ・ヘッペンハイムe.V.
- RECヘッペンハイムe.V.: カーリング・チームはブンデスリーガ西地区で活動している。他にアイスホッケー、フィギュア・ローラスケート、スピード・ローラースケートといった競技のチームがある
- HC VfLヘッペンハイム: 1997年に設立されたハンドボール・クラブ
- WSL-BL（ウォータースポーツクラブ・ベルクシュトラーセ・ラムペルトハイム）ヘッペンハイムのブルフゼーに小さなクラブハウスを持つ
- BCヘッペンハイム: バドミントン・クラブ
- SVエアバッハ: エアバッハ区のスポーツクラブ

## 経済と社会資本
ヘッペンハイムは経済的にはライン＝ネッカー＝ドライエックに含まれており、隣接する他の市町村（たとえばベンスハイム、ロルシュ、ラウタータール）と共に南部ヘッセン地域計画上の中級中心都市とされている。
この街は、就業率、購買力などで、高い経済指標を示す。

### 交通

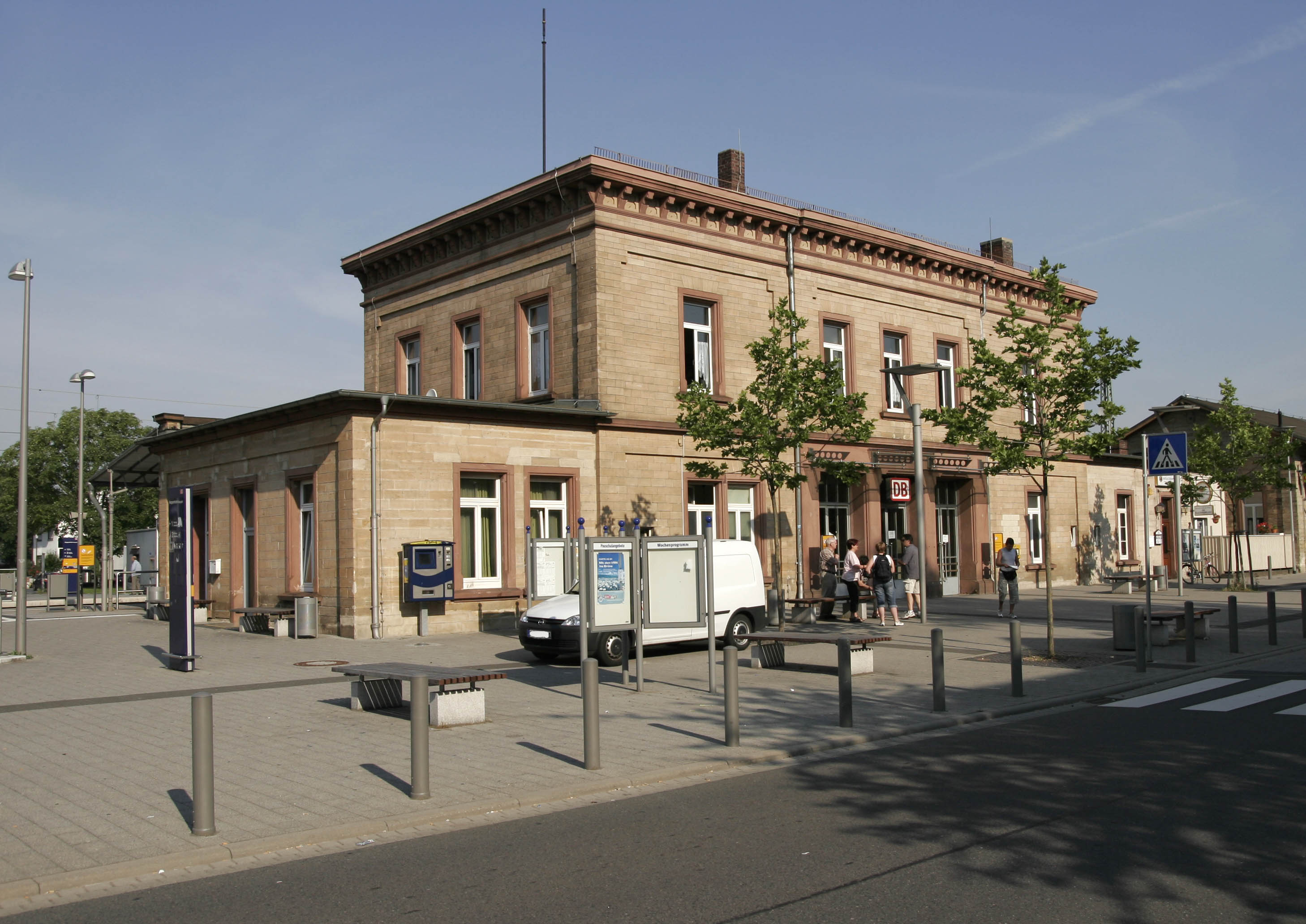
ヘッペンハイム駅

ヘッペンハイムは多くのバス路線でユーゲンハイム、グラゼレンバッハ、メルレンバッハと結ばれている。ヘッペンハイム駅にはマイン＝ネッカー鉄道が通り、ハイデルベルクやフランクフルト・アム・マインへつながっている。グライダー用飛行場が市の南西部にある。

### 工業
1899年にヨーロッパで最初の発電所の一つがヘッペンハイムに建設された。2基の蒸気機関が1900年からヘッペンハイムとベンスハイムに電力供給を開始した。第二次世界大戦後には、多くの工業会社がこの街に拠点を置いた。たとえば、機械製造 (KLN Ultraschall AG)、鉱業（ゾンダーバッハ区のGranitwerke Röhrig）、紡績・日用品（Langnese-Iglo GmbHの大きな工場）、分析会社 (WICOM) などである。後には、こうした製造業者に加えて、輸送業、マーケティング業、サービス業の会社が進出してきた。

### ブドウ栽培
ヘッペンハイムは、ヘシシェ・ベルクシュトラーセ・ブドウ生産地区に属すワインの街である。このブドウ生産地区はブドウ畑の面積450 haで、ドイツで2番目に小さなブドウ生産地区である。このうち230 ha, すなわちほぼ半分がハムバッハ区やエアバッハ区を含めたヘッペンハイムにある。ツェントゲリヒト、シュテンムラー、シュタインコプフ、シュロスベルク、マイベルク、エックヴェークといった農場で採れたブドウは「ヘッペンハイマー・シュロスベルク」という統一商標で販売されている。
ベルクシュトラーセの良い季候と肥沃な土壌によって品質は極めて高い。主要品種はリースリング種である。この地域で生産されたブドウの多くは、ヘッペンハイムに本社を置くワイン製造業者「Bergsträßer Winzer eG」でワインに加工され、ヘッセンのワイン販売業者の多くがこれを所有する。Bergsträßer Winzer eGは、ブドウ畑の中に30以上の学習ポイントを整備した全長6.9 kmの「ワインと岩の体験路 (Erlebnispfad Wein und Stein)」を運営している。

### 教育

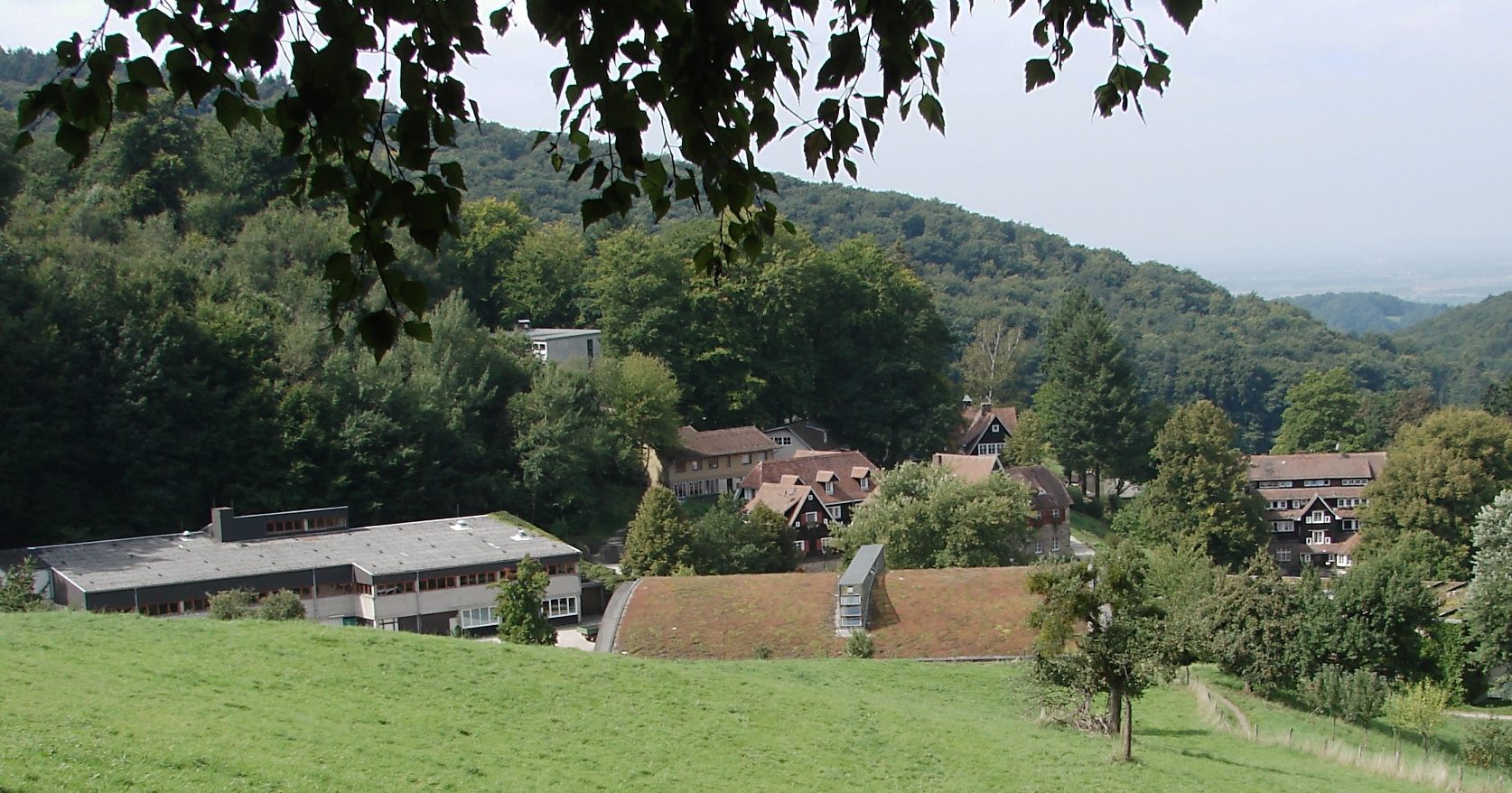
オーデンヴァルトシューレ

オーバーハムバッハ地区にはオーデンヴァルトシューレがある。この学校は、改革派教会のコンセプトに基づいて運営されている。また、1910年にエディト・ゲヘープとパウル・ゲヘープによって創設されたドイツで最も古い総合学校の一つである。
ヘッペンハイムのシュタルケンブルク＝ギムナジウムには1,000人以上の学生が参加している。

## 人物
- マリアン・コープ（1838年 - 1918年）修道女、福者
- ハインリヒ・メッツェンドルフ（1866年 - ）建築家
- ゲオルク・メッツェンドルフ（1874年 - 1934年）建築家
- ホルスト・アンテス（1936年 - 1923年）画家
- イュルゲン W.ファルター（1944年 - ）政治学者
- フランツ・ランベルト（1948年 - ）音楽家、作曲家、オルガン奏者、FIFA Anthem作者。
- イュルゲン・タウツ（1949年 - ）動物行動学者、ハチの社会的行動に関する専門家
- マックス・アイプ（1955年 - ）演出家、俳優、脚本家
- イュルゲン・グロー（1956年 - ）サッカー選手
- トーマス・ベルプナー（1965年 - ）テレビ・ジャーナリスト
- セバスチャン・ベッテル（1987年 - ）F1ドライバー、2010-2013年 F1世界選手権4年連続総合優勝。

### ゆかりの人々
- ヨハネス・アダム（生年不明 - 1628年以後）1613年頃の改革派の牧師、魔女狩りや拷問に反対した
- ユストゥス・フォン・リービッヒ（1803年 - 1873年）化学者、徒弟時代に10か月間ヘッペンハイムに住んだ
- マルティン・ブーバー（1878年 - 1965年）ユダヤ人の宗教哲学者、1916年から1938年までヘッペンハイムに住んだ
- ハンス・リヒター（1919年 - 2008年）俳優、ヘッペンハイム演劇祭の創始者
- ハンスイェルク・ホルツァマー（1939年 - ） 陸上ドイツ代表監督
- ハンス・バウムガルトナー（1949年 - ）1972年のミュンヘンオリンピック大会走幅跳の銀メダリスト
- ウルリヒ・ザーム（1950年 - ）ジャーナリスト、1968年にアビトゥーアを取得
- ベルンハルト・トラーレス（1965年 - ）サッカー選手、監督